# NGC 61A
Az NGC 61A egy kölcsönható galaxiscsoport tagja a Pisces (Halak) csillagképben. A csoport másik tagja az NGC 61B.

## Felfedezése
Az NGC 61A galaxist William Herschel fedezte fel 1785. szeptember 10-én.

## Tudományos adatok
A galaxis 7946 km/s sebességgel távolodik tőlünk.